# ОШ „Ђуро Салај” Суботица
ОШ „Ђуро Салај” у Суботици је државна образовна установа, која баштини традицију школе основане у другој половини 19. века. Школа носи име по Ђури Салају, друштвено-политичком раднику Југославије.
Назив школе се више пута мењао током прошлости. Од 1871. до 1920. године школа на Бајском путу је имала назив „Државна основна народна школа”. На основу печата отиснутих на Матичним књигама од 1921. до 1926. године школа је носила назив „Државна основна школа Суботица”. Од 1927. до 1934. године је Државна основна школа „Буњевачка матица” Суботица. Од 1935. до 1940. године Државна народна школа „Буњевачка матица“ Суботица. За време окупације од 1941. до 1944. год. школа се звала „Државна основна народна школа на Бајском путу 5-ти круг”. Данашњи назив школа носи од 28. јуна 1961. године.
До 1920. године настава се одвијала на мађарском језику, а од 1920. до 1941. године на српскохрватском језику. За време окупације наставни језик је био мађарски, а после ослобођења српскохрватски и мађарски, односно од 1992. године српски и мађарски језик.